# Joseane Martins Costa
Joseane Martins Costa (, 21 de setembro de 1989) é uma nadadora de nado sincronizado brasileira. Integrou a equipe nacional que disputou o Campeonato Mundial de Esportes Aquáticos de 2011, em Xangai, na China.
Participou dos Jogos Pan-Americanos de 2011, em Guadalajara (México), quando a equipe formada por ela, Giovana Stephan, Jessica Noutel, Maria Eduarda Pereira, Lorena Molinos, Maria Bruno, Lara Teixeira, Pâmela Nogueira e Nayara Figueira levou a medalha de bronze ao somar 176.425 pontos.
Atualmente ela integra o show Corteo do Cirque du Soleil como personagem e acrobata.
Em 2012 a atleta largou as competições quando foi selecionada para fazer parte de um show no parque temático SeaWorld de (San Antonio), iniciando então sua carreira artística. 
Em 2015 iniciou sua carreira acrobática no show The House Of Dancing Water de Franco Dragone onde se apresentou por 2 anos.

## Prêmios
- Medalha de Bronze no Pan-Americano 2011
- Campeã sul-americana por equipe em 2007, 2008 e 2010
- Campeã brasileira por vários anos consecutivos pelo Clube de Regatas do Flamengo
- Finalista por equipe no Mundial da China 2011 e de Mundial de Roma 2009